# Puente de Hierro (San Fernando)
El puente de Hierro, puente de Sancti-Petri o también puente de hierro de La Carraca es un puente de celosía de hierro que se construyó para la que la línea férrea de Sevilla a Cádiz salvara el Caño de Sancti Petri. Hoy en día sostiene la carretera de acceso al arsenal de la Carraca. El puente fue diseñado por el ingeniero Eduardo Torroja con la colaboración del ingeniero Francisco Ruiz Martínez. La cimentación del puente se construyó con un sistema innovador de cajón flotante, lo que le hace caso de estudio en universidades de ingeniería.
El puente mide 144 metros y tiene 3 vanos en celosía metálica tipo Pratt, de las cuales la central iba a ser móvil para el paso de submarinos, pero finalmente se decidió dejarla fija. 
Para el año 2020 se iniciaron los trámites para construir un nuevo puente que diera acceso a la factoría, creando un nuevo puente paralelo.